# 屋内
| ウィキペディアには「屋内」という見出しの百科事典記事はありません（タイトルに「屋内」を含むページの一覧/「屋内」で始まるページの一覧）。 代わりにウィクショナリーのページ「屋内」が役に立つかもしれません。 |